# Ptychoglossus grandisquamatus
Espèce
Ptychoglossus grandisquamatus est une espèce de sauriens de la famille des Gymnophthalmidae.

## Répartition
Cette espèce est endémique du Nord-Ouest de la Colombie.

## Publication originale
- Rueda, 1985 : Acerca de las especies colombianas del genero Ptychoglossus (Sauria: Gymnophthalmidae) con la descripcion de una nueva especie. Lozania, no 51, p. 1-12.